# Tuvaphantes
Tuvaphantes is een geslacht van spinnen uit de familie springspinnen (Salticidae).

## Soorten
De volgende soorten zijn bij het geslacht ingedeeld:
- Tuvaphantes arat Logunov, 1993
- Tuvaphantes insolitus (Logunov, 1991)